# Gegong Apang
Gegong Apang, född den 8 juli 1949 i Rumgong i Arunachal Pradesh, är en indisk politiker som var chefsminister (Chief Minister) i delstaten Arunachal Pradesh mellan 1980 och 1999 samt mellan 2003 och 2007.